# Krnica (gmina Luče)
Krnica – wieś w Słowenii, w gminie Luče. W 2018 roku liczyła 250 mieszkańców.